# Fotogeschichte (Zeitschrift)
Fotogeschichte, Untertitel Beiträge zur Geschichte und Ästhetik der Fotografie, ist eine deutschsprachige Fachzeitschrift, die sich mit den Themen Fotografie und Gesellschaft beschäftigt. Die Zeitschrift wurde 1981 von Timm Starl in Frankfurt am Main gegründet. Seit 2001 wird sie von Anton Holzer in Wien herausgegeben.
Sie erscheint vierteljährlich im Jonas Verlag und umfasst jeweils rund 80 Seiten. Jedes Heft enthält vier bis sechs längere wissenschaftliche Beiträge anerkannter Autoren, zahlreiche Buch-, Katalog- und Ausstellungsbesprechungen sowie Hinweise zu neueren wissenschaftlichen Forschungsarbeiten im Bereich Fotografiegeschichte.